# Pasta Lassara
Pasta Lassara (łac. Pasta Lassari, syn. Zinci salicylatis pasta FP XIII, Pasta Zinci salicylata Lassari, pasta cynkowa z kwasem salicylowym, niem. Lassarsche Paste) – preparat galenowy do użytku zewnętrznego, sporządzany według przepisu farmakopealnego w zakresie receptury aptecznej. Nazwa preparatu upamiętnia niemieckiego lekarza dermatologa Oskara Lassara, który wprowadził do lecznictwa wiele preparatów galenowych, głównie z tlenkiem cynku.
W Polsce na stan obecny (2024) skład określa Farmakopea Polska XIII (2023). Jest preparatem półstałym (maścią) typu zawiesiny (składniki rozproszone w podłożu) o twardej, spoistej konsystencji. Wykazuje działanie wysuszające, odkażające, ściągające oraz słabo przeciwzapalne.  Wykorzystywana w lecznictwie per se oraz jako podstawa innych preparatów (maści i past) sporządzanych w aptekach, jako leki magistralne.
Skład:
Acidum salicylicum       2 cz.   (kwas salicylowy)
Zincum oxydatum  25 cz. (tlenek cynku)
Amylum Tritici  25 cz. (skrobia pszeniczna)
Vaselinum album    48 cz. (do 100 cz.)   (wazelina biała)